# Aphiloscia vilis
Aphiloscia vilis är en kräftdjursart som först beskrevs av Gustav Budde-Lund 1885.  Aphiloscia vilis ingår i släktet Aphiloscia och familjen Philosciidae. Inga underarter finns listade i Catalogue of Life.